# 2019 în artă
← 2016 în artă — 2017 în artă — 2018 în artă ——  2019 în artă  —— 2020 în artă — 2021 în artă — 2022 în artă →
2019 în artă implică o serie de evenimente:

## Premii
- Archibald Prize —
- Hugo Boss Prize —

## Galerie (lucrări din 2019)
- Lucrări reprezentative